# Сборная Хорватии по теннису в Кубке Дэвиса
Сборная Хорватии по теннису в Кубке Дэвиса с 1993 года представляет Хорватию в Кубке Дэвиса — наиболее престижном мужском теннисном турнире среди национальных сборных. Обладатель Кубка Дэвиса 2005 и 2018 годов, финалист 2016, 2021 годов.

## История
Хорватские игроки составляли основу сборной Югославии в Кубке Дэвиса как на протяжении предвоенных лет (Йосип Палада, Франьо Пунчец, Драгутин Митич), так и значительную часть послевоенного периода (Никола Пилич, Желько Франулович, Горан Иванишевич). Только в 80-е годы лидером сборной стал серб Слободан Живоинович. 
В 1939 году Митич и Пунчец нанесли поражение сборной Германии в финале Европейской зоны, но в плей-офф за право играть за главный трофей турнира уступили будущим чемпионам — австралийцам.
В конце 80-х и начале 90-х годов сборная Югославии трижды доходила до полуфинала в Мировой группе Кубка Дэвиса. В эти годы её лидерами были, помимо Живоиновича, хорваты Горан Иванишевич и Горан Прпич. Однако в 1992 году перед полуфинальным матчем с командой Франции Иванишевич отказался выступать под югославским флагом, заявив: «Нет смысла играть за страну, которой нет».
После распада Югославии бывшие союзные республики начали свой путь наверх в Кубке Дэвиса из более низких эшелонов. Хорватия в 1993 году играла в первой Европейско-африканской группе, в 1995 году впервые ненадолго вышла в Мировую группу, но закрепилась там только в 2001 году. В промежутке хорваты опускались до второй Европейско-африканской группы, где пробыли один сезон, в 1999 году.
В 2005 году сборная Хорватии преподнесла сенсацию, выиграв Мировую группу и став первой в современной истории турнира несеяной командой, завоевавшей Кубок Дэвиса. За следующие шесть лет хорваты трижды боролись за право остаться в Мировой группе после того, как проигрывали свой стартовый матч. Все три раза им удавалось это сделать после побед над сборными Великобритании, Бразилии и ЮАР. В 2016 году, однако, хорватская сборная сумела во второй раз за свою историю дойти до финала Мировой группы, победив по пути американцев и французов, но в финале уступила аргентинской команде. В 2018 году хорваты завоевали свой второй Кубок Дэвиса, выиграв три подряд встречи дома, а в финале победив на выезде французов. В победном составе выступали Марин Чилич и Борна Чорич.

## Рекорды и статистика

### Команда
- Самая длинная серия побед — 6 (с апреля 2000 по февраль 2002, включая победы над командами Латвии, Ирландии и Кот д’Ивуар во второй Европейско-африканской группе, Австрии и Италии в первой Европейско-африканской группе и Германии в Мировой группе; с сентября 2004 по февраль 2006, включая победы над командами Бельгии, США, Румынии, России, Словакии и Австрии и выигрыш Кубка Дэвиса 2005 года)
- Самая крупная победа — 5:0 по играм, 13:1 по сетам, 87:46 по геймам (Хорватия — Украина, 1996 год)
- Самый длинный матч — 16 часов 22 минуты (Хорватия — Германия 2:3, 2011 год)
  - Наибольшее количество геймов в матче — 213 (Дания — Хорватия 3:2, 1993 год; Хорватия — США 3:2, 2018 год)
- Самая длинная игра — 5 часов 59 минут ( Иво Карлович —  Радек Штепанек 7-65, 6-75, 6-76, 7-62, 14-16, 2009 год)
  - Наибольшее количество геймов в игре — 82 ( Иво Карлович —  Радек Штепанек 7-65, 6-75, 6-76, 7-62, 14-16, 2009 год)
- Наибольшее количество геймов в сете — 30 ( Иво Карлович —  Радек Штепанек 7-65, 6-75, 6-76, 7-62, 14-16, 2009 год)

### Игроки
- Наибольшее количество сезонов — 14 (Марин Чилич); в составе сборной Югославии — 15 (Йосип Палада)
- Наибольшее количество матчей — 33 (Марин Чилич); в составе сборной Югославии — 37 (Йосип Палада)
- Наибольшее количество игр — 65 (Марин Чилич, 43—22); в составе сборной Югославии — 74 (Йосип Палада, 42—32)
- Наибольшее количество побед — 43 (Марин Чилич, 43—22); в составе сборной Югославии — 42 (Ф. Пунчец 42—20, Й. Палада 42—32); в составе обеих сборных — 48 (Г. Иванишевич, 48—15)
  - В одиночном разряде — 33 (Марин Чилич, 33—16); в составе сборной Югославии — 33 (Франьо Пунчец, 33—12)
  - В парном разряде — 13 (Горан Иванишевич 13—5; также 7—1 в составе сборной Югославии, в сумме 20—6)
  - В составе одной пары — 6 (Г. Иванишевич/И. Любичич, 6—0, М. Анчич/И. Любичич, 6-1, Н. Мектич/М. Павич, 6-2); в составе сборной Югославии — 7 (Б. Йованович/Н. Пилич, 7—8)
- Самый молодой игрок — 15 лет 178 дней (Марио Анчич, 24 сентября 1999)
- Самый возрастной игрок — 38 лет 256 дней (Иван Додиг, 15 сентября 2023); в составе сборной Югославии — 44 года 98 дней (Йосип Палада, 13 мая 1956)

## Участие в финалах Кубка Дэвиса (4)
| Результат | Год  | Место проведения     | Состав                                             | Соперник  | Счёт |
| --------- | ---- | -------------------- | -------------------------------------------------- | --------- | ---- |
| Победа    | 2005 | Братислава, Словакия | Марио Анчич, Иван Любичич                          | Словакия  | 3:2  |
| Поражение | 2016 | Загреб, Хорватия     | Иван Додиг, Иво Карлович, Марин Чилич              | Аргентина | 2:3  |
| Победа    | 2018 | Лилль, Франция       | Борна Чорич, Марин Чилич                           | Франция   | 3:1  |
| Поражение | 2021 | Мадрид, Испания      | Борна Гойо, Никола Мектич, Мате Павич, Марин Чилич | Россия    | 0:2  |

## Состав в сезоне 2023 года
- Дуе Айдукович
- Борна Гойо
- Иван Додиг
- Никола Мектич
- Мате Павич
- Дино Прижмич
- Борна Чорич

Капитан — Ведран Мартич

## Недавние матчи

### Групповой этап 2023
| Хорватия 2 | Спортивный центр Грипе, Сплит, Хорватия 17 сентября 2022 Хард(i) | Спортивный центр Грипе, Сплит, Хорватия 17 сентября 2022 Хард(i) | Нидерланды 1 |      |          |  |
| \| \| \| \| 1 \| 2 \| 3 \| \| \| - \| \| --------------------------------------------------------- \| --- \| ---- \| -------- \| \| \| 1 \| \| Дуе Айдукович Ботик ван де Зандсхюлп \| 3 6 \| 6 3 \| 5 7 \| \| \| 2 \| \| Борна Гойо Таллон Грикспор \| 4 6 \| 7 62 \| 6 4 \| \| \| 3 \| \| Дуе Айдукович / Мате Павич Уэсли Колхоф / Матве Мидделкоп \| 3 6 \| 6 4 \| [10] [8] \| \| |                                                                  |                                                                  |              |      |          |  |
| |                                                                  |                                                                  | 1            | 2    | 3        |  |
| 1 | Хорватия · Нидерланды                                            | Дуе Айдукович Ботик ван де Зандсхюлп                             | 3 6          | 6 3  | 5 7      |  |
| 2 | Хорватия · Нидерланды                                            | Борна Гойо Таллон Грикспор                                       | 4 6          | 7 62 | 6 4      |  |
| 3 | Хорватия · Нидерланды                                            | Дуе Айдукович / Мате Павич Уэсли Колхоф / Матве Мидделкоп        | 3 6          | 6 4  | [10] [8] |  |

| Хорватия 1 | Спортивный центр Грипе, Сплит, Хорватия 15 сентября 2023 Хард(i) | Спортивный центр Грипе, Сплит, Хорватия 15 сентября 2023 Хард(i)  | Финляндия 2 |      |     |  |
| \| \| \| \| 1 \| 2 \| 3 \| \| \| - \| \| ----------------------------------------------------------------- \| ---- \| ---- \| --- \| \| \| 1 \| \| Дино Прижмич Отто Виртанен \| 4 6 \| 6 3 \| 3 6 \| \| \| 2 \| \| Борна Гойо Эмиль Руусувуори \| 63 7 \| 4 6 \| \| \| \| 3 \| \| Иван Додиг / Мате Павич Патрик Никлас-Салминен / Харри Хелиёваара \| 6 4 \| 7 61 \| \| \| |                                                                  |                                                                   |             |      |     |  |
| |                                                                  |                                                                   | 1           | 2    | 3   |  |
| 1 | Хорватия · Финляндия                                             | Дино Прижмич Отто Виртанен                                        | 4 6         | 6 3  | 3 6 |  |
| 2 | Хорватия · Финляндия                                             | Борна Гойо Эмиль Руусувуори                                       | 63 7        | 4 6  |     |  |
| 3 | Хорватия · Финляндия                                             | Иван Додиг / Мате Павич Патрик Никлас-Салминен / Харри Хелиёваара | 6 4         | 7 61 |     |  |

| Хорватия 1 | Спортивный центр Грипе, Сплит, Хорватия 13 сентября 2023 Хард(i) | Спортивный центр Грипе, Сплит, Хорватия 13 сентября 2023 Хард(i) | США 2 |       |     |  |
| \| \| \| \| 1 \| 2 \| 3 \| \| \| - \| \| -------------------------------------------------- \| ---- \| ----- \| --- \| \| \| 1 \| \| Дино Прижмич Маккензи Макдональд \| 4 6 \| 2 6 \| \| \| \| 2 \| \| Борна Гойо Фрэнсис Тиафо \| 6 4 \| 78 66 \| \| \| \| 3 \| \| Иван Додиг / Мате Павич Остин Крайчек / Раджив Рам \| 65 7 \| 7 63 \| 2 6 \| \| |                                                                  |                                                                  |       |       |     |  |
| |                                                                  |                                                                  | 1     | 2     | 3   |  |
| 1 | Хорватия · Соединённые Штаты Америки                             | Дино Прижмич Маккензи Макдональд                                 | 4 6   | 2 6   |     |  |
| 2 | Хорватия · Соединённые Штаты Америки                             | Борна Гойо Фрэнсис Тиафо                                         | 6 4   | 78 66 |     |  |
| 3 | Хорватия · Соединённые Штаты Америки                             | Иван Додиг / Мате Павич Остин Крайчек / Раджив Рам               | 65 7  | 7 63  | 2 6 |  |